# 米哈伊尔·卡西亚诺夫
米哈伊尔·米哈伊洛维奇·卡西亚诺夫（俄语：Михаи́л Миха́йлович Касья́нов，羅馬化：Mikhail Mikhailovich Kasyanov，發音：[mʲɪxɐˈil mʲɪˈxajləvʲɪtɕ kɐˈsʲjanəf]；1957年12月8日—），俄罗斯政治人物，曾在1999年-2000年時擔任俄羅斯財政部長，在2000年時擔任俄羅斯第一副總理，在2000年到2004年期間擔任俄罗斯总理。在加入第一次弗拉基米尔·普京政府前，他曾在鲍里斯·叶利钦政府下擔任多項職位，並且是俄羅斯聯邦一級高級國家官員。
他出生在莫斯科松采沃區一个知识分子家庭。他先后毕业于莫斯科公路学院和苏联国家计划委员会高级经济研修班和前苏联外贸部高级外语专修班。
1976－1978年他在俄军队服军役。1978－1995年先后在前苏联国家计委所属全苏工业交通设计研究所、俄加盟共和国计委、经委、俄联邦经济部、财政部工作。1995年任俄财政部副部长，1999年5月任财政部长。
2000年1月出任俄羅斯联邦政府第一副总理兼财政部长，1月26日任俄白联盟部长会议主席，5月7日任俄联邦政府代总理，5月17日任总理。2004年2月，俄罗斯总统普京签署命令决定解散总理卡西亚诺夫领导的政府。